# Vuhszi
Vuhszi (Wuxi) (kínai nyelven: 无锡; pinjin átírásban: Wúxī; másképpen Wu-shi vagy Wushi) a Jangce folyó deltájában, a folyó déli oldalán és a Taj-tó (Tai-tó) partján található prefektúraszintű kínai város. Öt közigazgatási körzet: Lianghszi (Liangxi), Pinhu (Binhu), Hszinvu (Xinwu), Hujsan (Huishan) és Hszisan (Xishan), valamint a 100 legjobb megyei jogú város közé tartozó Csiangjin (Jiangyin) és Jihszing (Yixing) városok tartoznak a joghatósága alá.

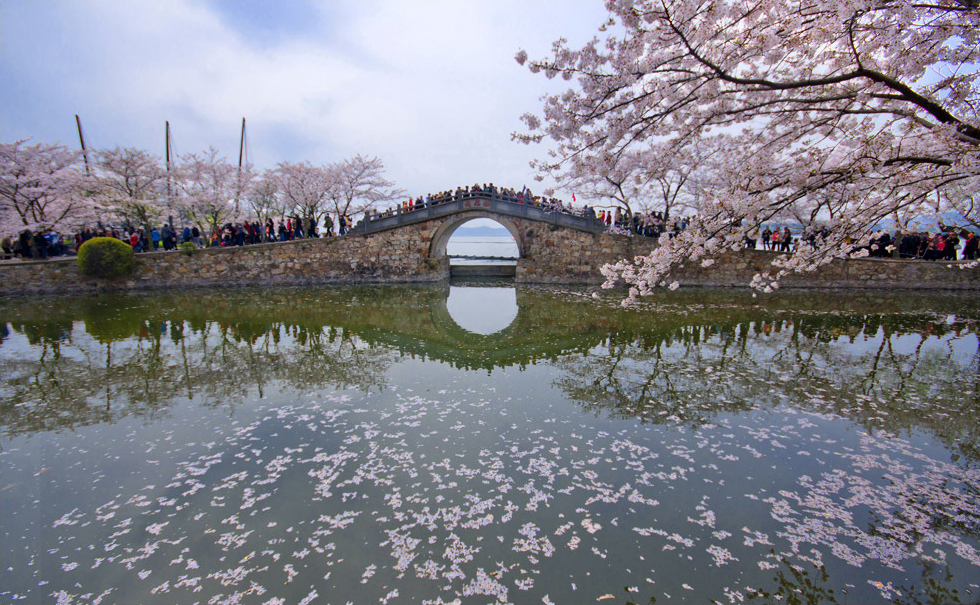
Taihu-tó

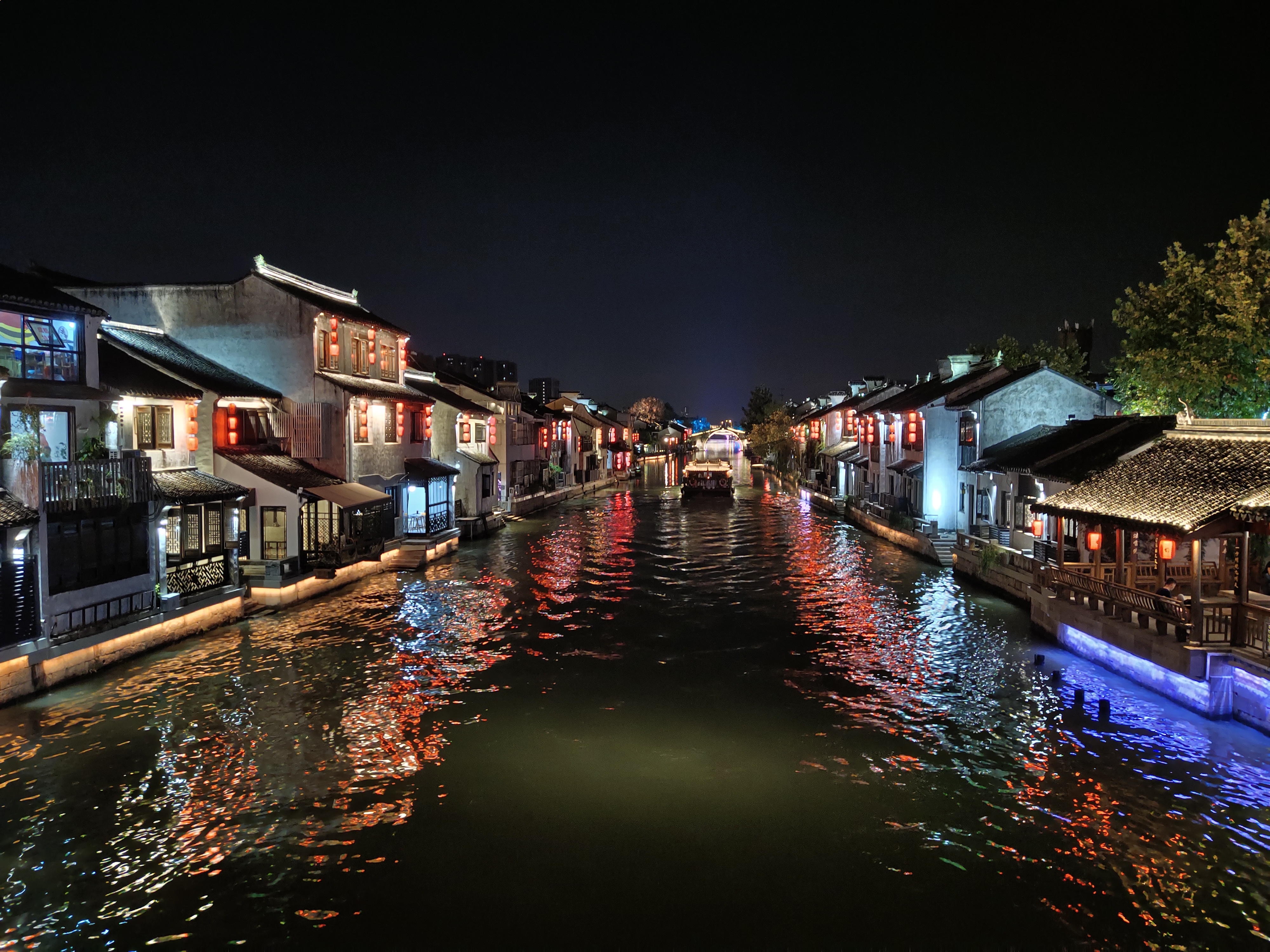
Csiangnan (Jiangnan) vízi város

Földrajzilag Vuhszi (Wuxi) Csiangszu (Jiangsu) tartomány déli részén és a Szucsou (Suzhou)–Vuhszi (Wuxi)–Csangcsou (Changzhou) nagyvárosi területen található; északon a Jangce folyóval, délen a Taj (Tai)-tóval, keleten Sanghaj (Shanghai)jal (128 kilométerre), délen pedig Csöcsiang (Zhejiang) tartománnyal határos.Stratégiai jelentőségű közlekedési csomópont.
Vuhszi (Wuxi) feljegyzett története a késői Sang-dinasztia (Shang-dinasztia) idejéig vezethető vissza. 1981-ben a kínai kormány, az Államtanács Vuhszi (Wuxi)t az ország tizenöt gazdasági központja közé sorolta. 1998-ban a Nemzeti Idegenforgalmi Hivatal az első városok között adta meg Vuhszi (Wuxi)nak a kiemelkedő turisztikai város címet. 1983 közigazgatási átalakítás révén a városhoz csatolták Csiangjin (Jiangyin) és Jihszing (Yixing) megyei jogú városokat, létrehozva a Vuhszi (Wuxi) város „egy testből és két szárnyból” álló szerkezetét. Vuhszi (Wuxi) a kínai nemzeti ipar egyik bölcsője, egyúttal fontos modern logisztikai központ.
A várost nagy gazdasági súlya mellett a puha hatalom, a kulturális tradíciók és az ebből fakadó tekintély is jellemzik. A többezer éves kínai történelem és a modern kor számos nevezetes személyisége kötődik a városhoz.

## Történelme
A „Vuhszi (Wuxi)” név eredetéről számos, egymást kölcsönösen kizáró, népszerű illetve tudományos igényű elmélet is létezik.
A város alapítását az i. e. 12. századra teszik, amikor Vuhszi (Wuxi) a Vu (Wu) állam fővárosa lett. Az ókorban ónkitermelés virágzott a területen, de később a bányák kimerültek.
A kínai történelem úgynevezett tavasz és ősz korszakában, valamint a hadakozó fejedelemségek korában, azaz az i. e. 8. és az i. e. 3. század közötti időben Vuhszi (Wuxi)ban már élénk kereskedelmi tevékenység folyt. A város fokozatosan a Csiangnan (Jiangnan) történelmi régió, azaz a Jangce torkolatvidékének a folyótól délre elterülő részének közlekedési csomópontjává és kereskedelmi központjává, a selyem, tea, rizs és egyéb áruk elosztó helyévé vált.
Közigazgatásilag Vuhszi (Wuxi) Csangcsou (Csiangszu) (Changzhou) kerülete lett, és csak a Jüan-dinasztia (Yuan-dinasztia) idején (1206–1368) vált független prefektúrává. Vuhszi (Wuxi)t és Csangcsou (Changzhou)t egyaránt a modern iparosítás szülőhelyeként tartják számon Kínában.
A város a Nagy-csatorna 609-es megnyitása után közlekedési csomóponttá vált. Virágzott a mezőgazdaság és a selyemipar, és a korai Tang-dinasztia idején Kína egyik legnagyobb rizspiaca alakult ki itt.

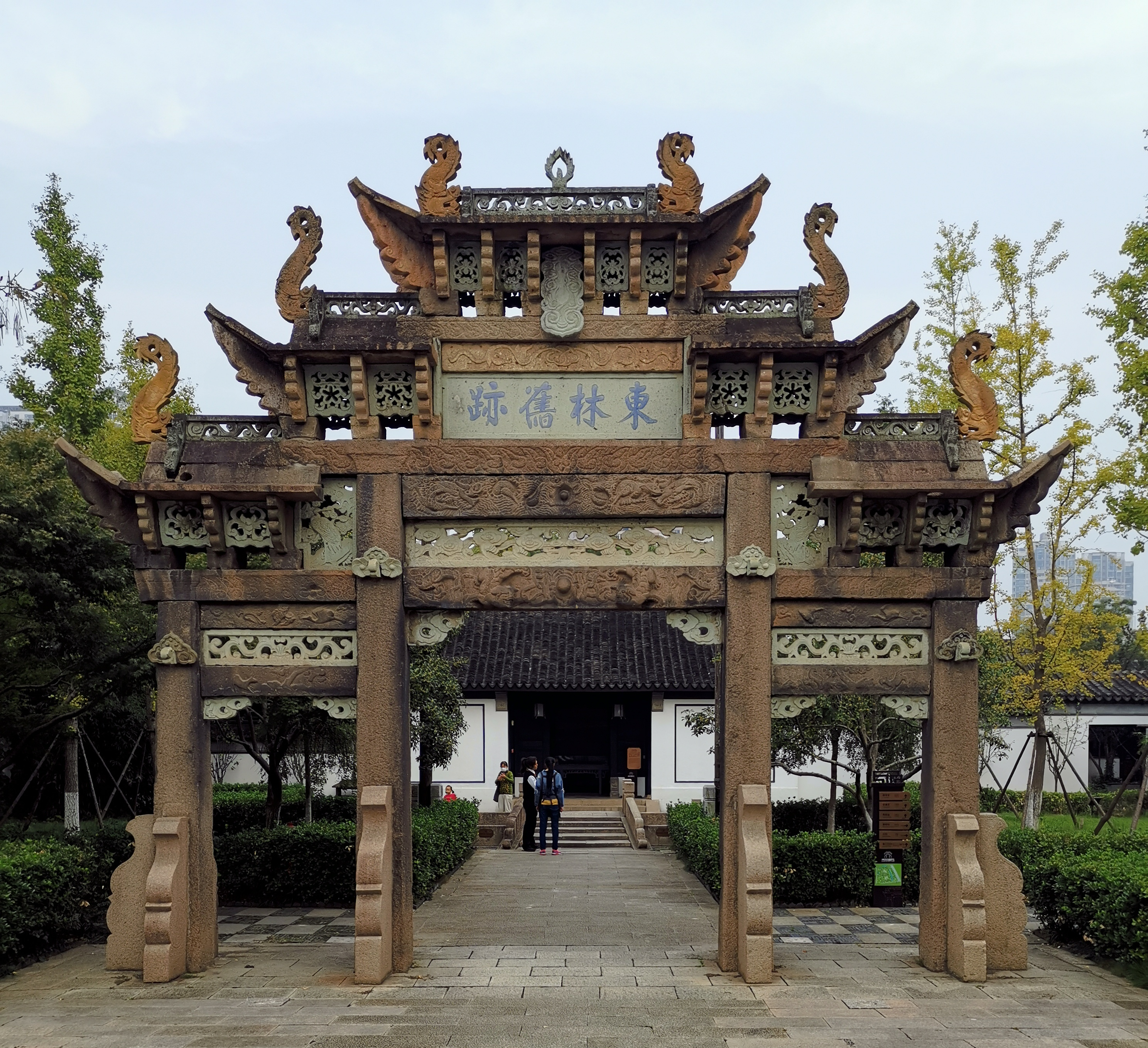
A Tunglin (Donglin) akadémia helyreállított kapuzata

Az eredetileg a Szung-dinasztia (Song-dinasztia) idején, 1111-ben alapított Tunglin (Donglin) akadémiát 1604-ben állították helyre. Újabb helyreállítás után ma is kulturális intézmény.
Népességének megnövekedése miatt keleti részét 1724-ben leválasztották, és Csinkuj (Jinkui) néven új megyébvé szervezték. Az 1850-es években a tajping-felkelés mindkét megyét lerombolta, lakosságuk közel 2/3-a meghalt.
A Csing-dinasztia (Qing-dinasztia) (1644–1912) idején a pamut- és selyemtermelés virágzott Vuhszi (Wuxi)ban. A kereskedelem megnövekedére jó hatással volt a kikötők megnyitása Sanghajban (1842), Zsencsiang (Zhenjiang)ban és Nankingban (1858). Vuhszi (Wuxi) a textilipar központjává vált Kínában. 1894-ben textilgyárakat építettek, 1904-ben pedig a „filature” néven ismert selyemgombolyító üzemeket. A város emellett továbbra is a gabona vízi szállításának regionális központja maradt. A Sanghajba, valamint az északnyugatra fekvő Zsencsiang (Zhenjiang)és Nanking városokba tartó vasutak 1908-as megnyitása tovább növelte a térség rizsexportját.
Az első nemzeti tőkés vállalkozást, egy gyapotfeldolgozó üzemet, 1895-ben alapították a város déli kapuján kívül. Ezt követően számos, textil-, selyem- és gabonafeldolgozó iparral rendelkező vállalkozás született és fejlődött gyorsan. Vuhszi (Wuxi) a nemzeti ipar és kereskedelem egyik szülőhelye, nevezetes tőkés ipari és kereskedelmi vállalkozó családok otthona lett.
A Kínai Köztársaság 1912-es létrejötte után Csinkuj (Jinkui) megye újra beolvadt Vuhszi (Wuxi) megyébe. A 19. század végén és a 20. század elején sok mezőgazdasági munkás és kereskedő költözött a gyorsan növekvő Sanghajba.
A második világháború után Vuhszi (Wuxi) mint gazdasági központ jelentősége csökkent, de továbbra is regionális gyártási központ maradt. A turizmus egyre fontosabbá vált. 1949. április 23-án a várost Vuhszi (Wuxi) városra és Vuhszi (Wuxi) megyére osztották. 1953-ban Csiangszu (Jiangsu) tartomány megalapításakor annak városa lett. 1995 márciusában számos közigazgatási változtatást hajtottak végre.
A 21. században Vuhszi (Wuxi) olyan mérföldkőnek számító iparágakkal rendelkezik, mint a dolgok internetje, az integrált áramkörök és a biomedicina.

## Közigazgatás
Vuhszi (Wuxi) 9 megyei szintű területből: 5 kerületből és 2 városból áll.
Ezek a kerületek 73 települési szintű körzetre vannak felosztva, köztük 59 városra és 24 alkerületre.
| Térkép                                                              | Térkép | Térkép          | Térkép        | Térkép           | Térkép |
| ------------------------------------------------------------------- | ------ | --------------- | ------------- | ---------------- | ------ |
| Taihu-tó Ge Lake Xishan Huishan Binhu Liangxi Xinwu Jiangyin Yixing |        |                 |               |                  |        |
| Felosztás                                                           | Kínai  | Népesség (2020) | Terület (km2) | Népsűrűség(/km2) |        |
| Belváros                                                            |        |                 |               |                  |        |
| Lianghszi (Liangxi) kerület                                         | 梁溪区 | 985,465         | 73.29         | 13,446           |        |
| Külváros                                                            |        |                 |               |                  |        |
| Hszisan (Xishan) kerület                                            | 锡山区 | 882,387         | 395.9         | 2,229            |        |
| Hujsan (Huishan) kerület                                            | 惠山区 | 893,675         | 321.5         | 2,780            |        |
| Pinhu (Binhu) kerület                                               | 滨湖区 | 915,093         | 620.4         | 1,475            |        |
| Hszinvu (Xinwu) kerület                                             | 新吴区 | 720,215         | 209.9         | 3,431            |        |
| Kapcsolt városok                                                    |        |                 |               |                  |        |
| Csiangjin (Jiangyin) város                                          | 江阴市 | 1,779,515       | 987.4         | 1,802            |        |
| Jihszing (Yixing) város                                             | 宜兴市 | 1,285,785       | 2,010         | 639.7            |        |
| Összesen                                                            |        | 7,462,135       | 4,618         |                  |        |

## Gazdasági fejlődés

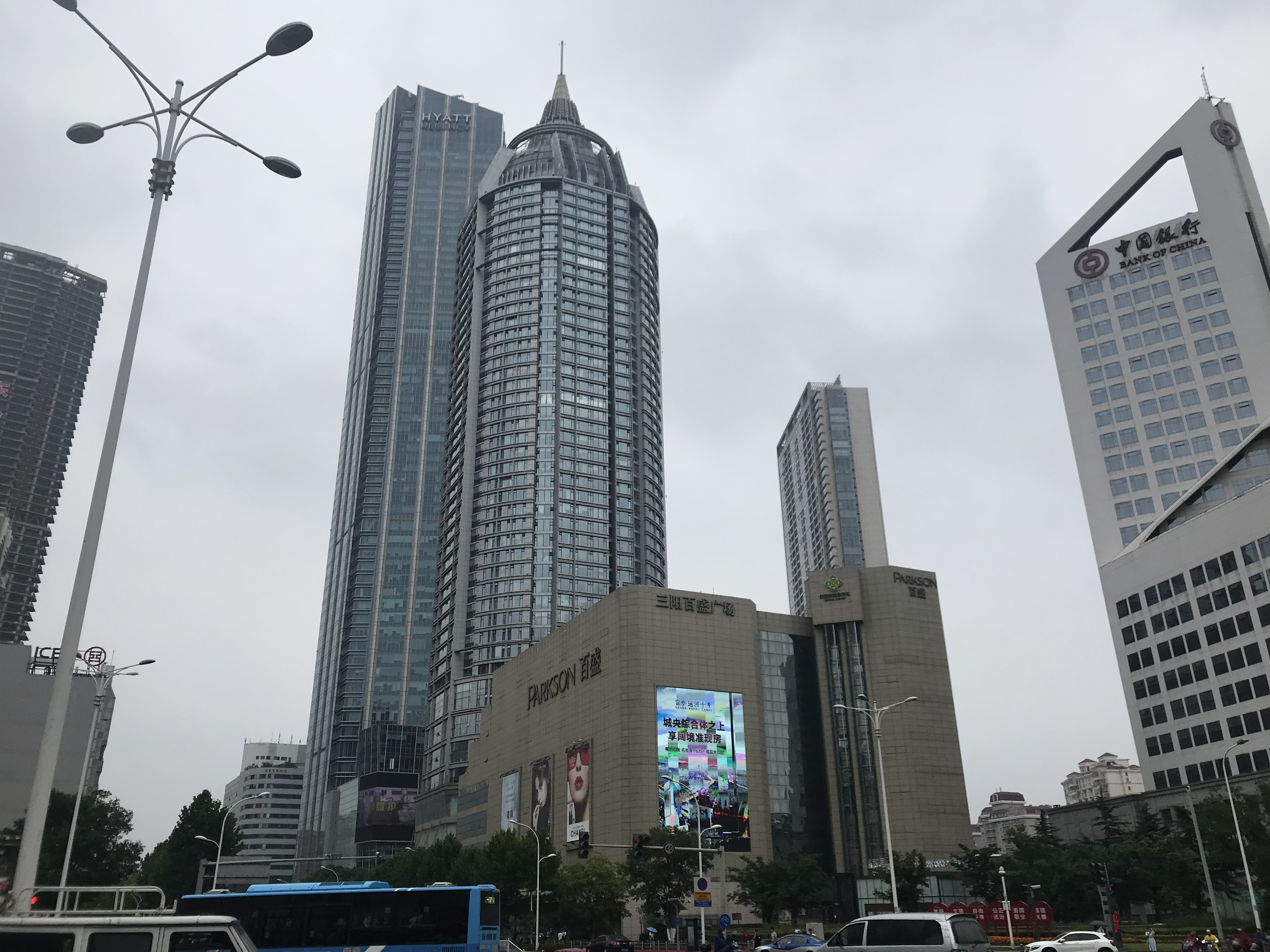
SanYang Plaza

Az 1990-es évek elején, a gazdasági reform és a nyitás politikájának kezdete után dinamikus fejlődésnek indult. Itt vezették „a déli Jiangsu modell” nevű új gazdaságfejlesztési módszert. A korábbi nagyvállalatok is átalakuláson mentek keresztül a reform elveinek megfelelően.
1993 júliusában a Taiji Industry volt az első magánvállalkozás, amelyet bejegyeztek a sanghaji tőzsdén. Az évek során a tőzsdén jegyzett városi társaságok köre fokozatosan bővült és Vuhszi (Wuxi) egyre fontosabb szerepet játszott az egész Jangce-delta gazdasági fejlődésében.
2013 végén a Forbes kínai változata szerint Vuhszi (Wuxi) a legjobb kínai kereskedő városok sorában az ötödik helyet foglalta el, és az első helyen állt a prefektúra szintű városok között. A városban az egy főre jutó GDP a második legmagasabb volt az országban.

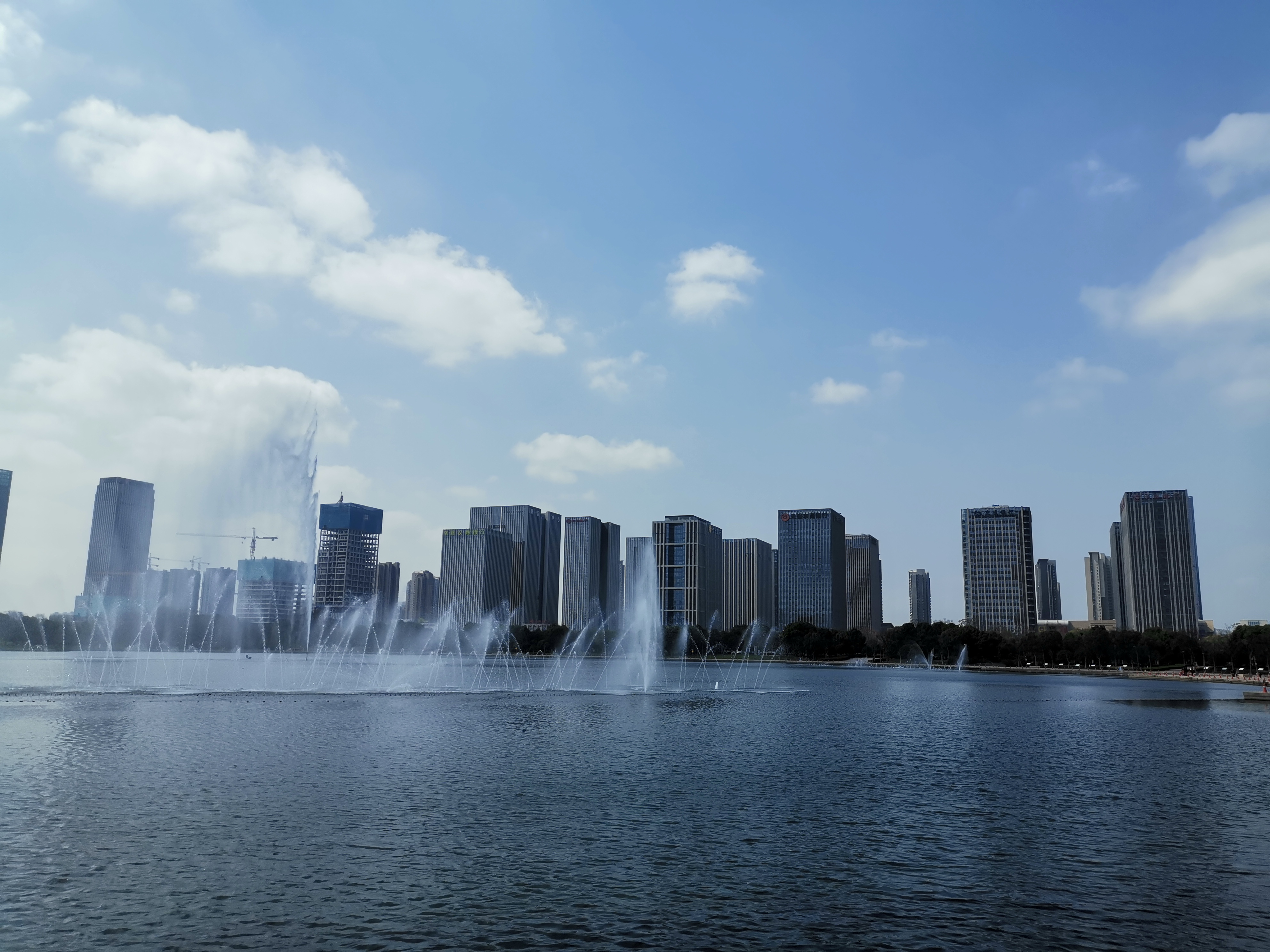
A város pénzügyi központja

Az ipar tekintetében a város elsődleges iparának hozzáadott értéke 13,365 milliárd jüan volt, ami 1,1%-os növekedést jelent az előző évhez képest; a másodlagos ipar hozzáadott értéke 717,739 milliárd jüan volt, ami 3,6%-os növekedést jelent az előző évhez képest; Az előző évi növekedési ütem 2,4% volt; a három iparág aránya 0,9 : 48,3 : 50,8-ra módosult.
A városokban és településeken az év során összesen 158100 új munkahely jött létre, ebből 77 200 elbocsátott és munkanélküli a különböző városokban, illetve 31 200 elhelyezkedési nehézséggel küzdő személyt. A város regisztrált munkanélküliségi rátája 2,68% volt. A magángazdaság hozzáadott értéke az egész évben 983,124 milliárd jüan volt, ami 3,3%-os növekedés az előző évhez képest, ami a teljes gazdasági kibocsátás 66,2%-át teszi ki, ami 0,2 százalékpontos növekedés az előző évhez képest. A kibocsátás értéke A magánkézben lévő iparágak részesedése a megjelölt méret felett 1 426,928 milliárd jüan volt, ami 12,8%-os növekedést jelent az előző évhez képest. A magánberuházások értéke 240,341 milliárd jüan volt, ami 3,6%-kal alacsonyabb az előző évinél.

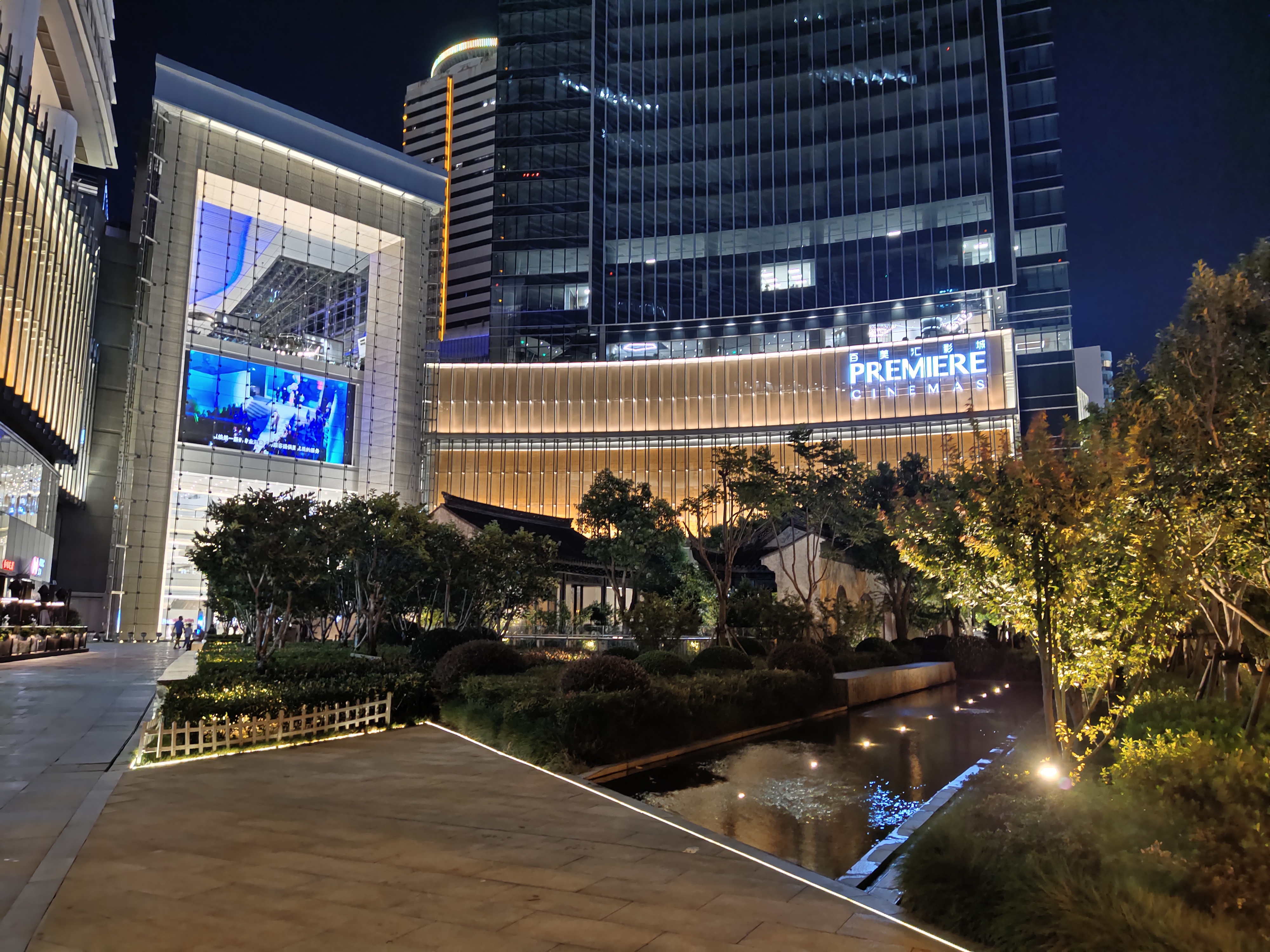
Center 66

2023 végén a város minden szintjén 423 300 különböző típusú vállalkozást tartottak nyilván a regisztrációs hatóságok, köztük 36 000 állami és kollektív holdingtársaságot, 7 000 külföldi befektetésű vállalkozást és 380 400 magánvállalkozást. Az év végén 660 900 egyéni vállalkozó háztartás volt, abban az évben pedig 80 800 újonnan regisztrált háztartás volt.
Az éves városi fogyasztói árindex (CPI) 2,1%-kal emelkedett, ami 0,4 százalékpontos növekedést jelent az előző évhez képest. Közülük a szolgáltatási cikkek ára 1,0%-kal, a fogyasztási cikkek ára 2,9%-kal emelkedett. Az ipari termelés árainak növekedése stabil volt. Az ipari termelők gyári árai 1,7%-kal, az ipari termelők felvásárlási árai 3,9%-kal emelkedett.
1992-es megalakulása óta a 220 négyzetkilométeres Wuxi New District (WND) Kína egyik legnagyobb ipari parkjává fejlődött. 2013-ban GDP-je 121,3 milliárd jüan (19,54 milliárd dollár) volt, az ipari termelés értéke pedig 276,7 milliárd jüan, ami a vuxi térség termelésének 15%-át teszi ki.
A városban a nagy kínai szállodák mellett a világ legnagyobb, legismertebb szállodaláncai szinte mind rendelkeznek reprezentatív házakkal.
A 2020-as években Vuhszi (Wuxi) gazdaságát a szolgáltatóipar és a high-tech iparágak uralják. A városi önkormányzat elkötelezett az üzleti környezet optimalizálása mellett, sok hazai és külföldi befektetőt és vállalkozót vonzva ide.
Vuhszi (Wuxi) üzleti negyede a Csongsan (Zhongshan) út mentén összpontosul a Lianghszi (Liangxi) kerületben. Ezen az úton számos kínai és külföldi kiskereskedelmi vállalat található.
A kilencvenes évek óta a városban számos nagy külföldi kiskereskedelmi lánc is tevékenykedik, Vuhszi (Wuxi) e tekintetben a második a térségben Sanghaj után.
2024-ben Vuhszi (Wuxi) város GDP-je elérte az 1626,329 milliárd jüant, ami változatlan áron számolva 5,8%-os éves növekedést jelent, ami magasabb az országos átlagnál (5,0%). Közülük az elsődleges ipar hozzáadott értéke 14,045 milliárd jüan, ami 3,5%-os éves növekedést jelent; a másodlagos ipar hozzáadott értéke 771,602 milliárd jüan, ami 6,2%-os éves növekedést jelent; a tercier ipar hozzáadott értéke 840,682 milliárd jüan, ami 5,4%-os éves növekedést jelent; a fiskális bevétel 121,01 milliárd jüan, ami a harmadik helyen áll a tartományban, az egy főre jutó GDP pedig 216 900 jüan, ami Peking és Sanghaj után a harmadik helyen áll az országban.

## Oktatás és tudomány
Vuhszi (Wuxi) országos jelentőségű egyetemét, a Csiangnan (Jiangnan) Egyetemet eredetileg 1902-ben alapították. 1958-ban Könnyűipari Intézet néven működött. 2001-ben alapították újjá egyetemként több felsőoktatási intézmény összevonásával.

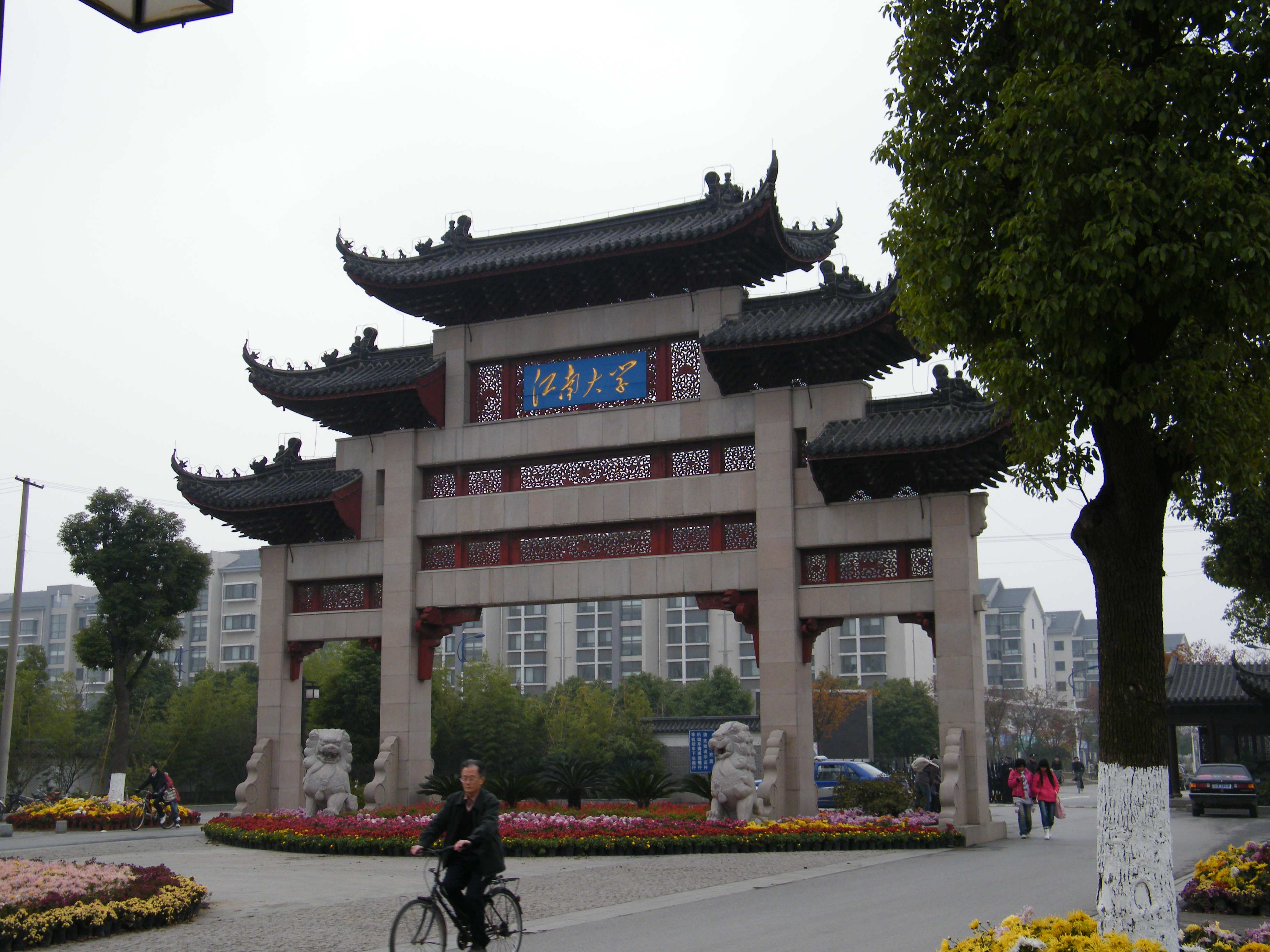
A Csiangnan (Qiangnan) Egyetem kapuzata

A városban számos más felsőoktatási intézmény is működik, köztük a Taihu magánegyetem, Kína egyik legnagyobb ilyen jellegű intézménye, több mint 20 000 tanárral és diákkal, 20 különböző fakultással.
Vuhszi (Wuxi) tudományos kutatóinak teljesítményét 2023-ban a Nature Index a világ legjobb 200 városa közé sorolta.

## Közlekedés
A Vuhszi (Wuxi) pályaudvar a Sanghaj–Nanking nagysebességű vasútvonalon található.

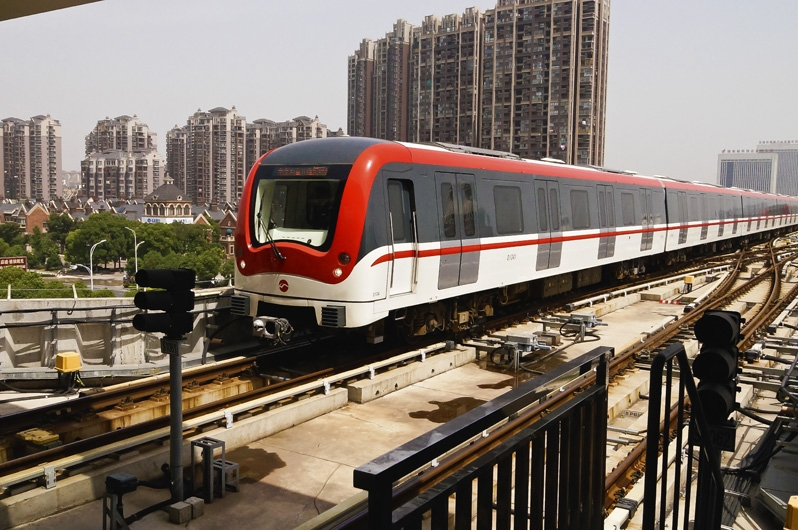
Vuhszi (Wuxi) metró

A Vuhszi metró első vonalát 2014. július 1-jén nyitották meg, így a harmadik metróval rendelkező város lett Csiangszu (Jiangsu) tartományban. 2024 januárjától 5 metróvonal üzemel a városban összesen 145 kilométeren, 97 állomással, és 4 további vonal áll építés alatt. 2024. február 16-án a városi metróhálózat napi utasforgalma rekordmagasságot, 1,4112 millió utast ért el.
A Vuhszi (Wuxi) első tömegközlekedési vonalát 1927-ben nyitották meg. 2020-ban a helyi tömegközlekedésnek 297 autóbuszvonala volt 5760 kilométer hosszon, 3036 járművel. 

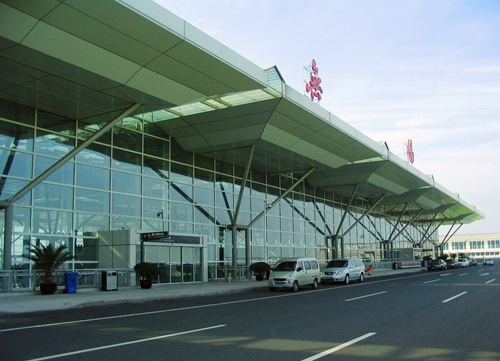
Vuhszi (Wuxi) repülőtere

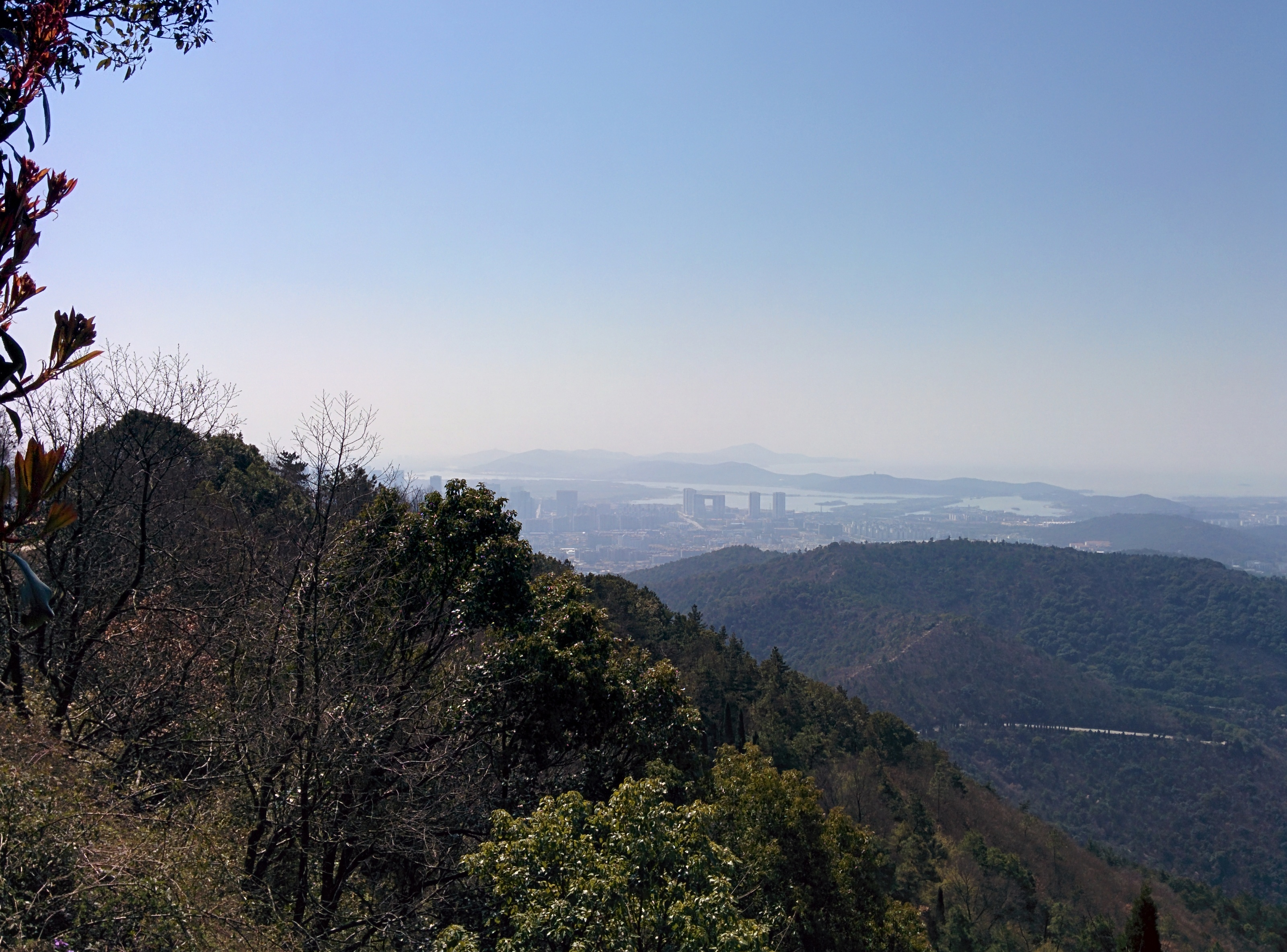
Kilátás a városra a Huj (Hui) hegyről, középen a Hszi (Xi)-hegy

A városközponttól 14 kilométerre található Sunan Shuofang nemzetközi repülőtér 2004-ben nyílt meg, és közvetlen járatok indulnak innen Pekingbe, Kantonba, Sencsenbe, Hongkongba, Tajpejbe, Szingapúrba és Oszakába.
Vuhszi (Wuxi) a 312-es kínai nemzeti autópálya mentén fekszik, amely összeköti Sanghajt Közép- és Északnyugat-Kínával. A 274 kilométeres Sanghaj–Nanking gyorsforgalmi út (G42) 1996 novemberében nyílt meg, összeköti a várost Sanghaj (Sanghai)jal, Szucsou (Suzhou)-val, Csangcsou (Changzhou)-val,Csencsiang (Zhenjiang)-gal és Csiangszu (Jiangsu) tartomány más városaival. A város alá tartozó prefektúra közigazgatási területén 62,3 kilométeres gyorsforgalmi út köti össze magát Vuhszi (Wuxi) városát Jihszing (Yixing) megyei jogú várossal.
A város Csiangjin (Jiangyin) nevű kikötője külföldi tengerjáró hajókat is fogadhat, összesen 1,5 millió négyzetméteres területtel, amelyeket a Dagang Branch és Dacheng Branch vállatok  üzemeltetnek. A Dagang Branch területe 710 000 négyzetméter, és két nagy, egyenként 12 000 négyzetméteres raktárral rendelkezik, amelyek mindegyike két 20 tonnás daruval van felszerelve. A dokk eleje egész évben 15 méteres vízmélységet tart fenn. 100 000 tonnás óceánjárót is képes fogadni. Négy 5000 tonnás belvízi kikötőhely is van, összesen 536 méter hosszúságban, amelyek több portáldaruval és rakodószalagos szállítószalagokkal vannak felszerelve a kikötői kotráshoz. A kikötő területe 7 db 120-150 tonnás kamionmérleggel és 2 db portáldaruval van felszerelve. A raktár maximális tárolókapacitása 3 millió tonna. Főleg fémérc, szén és egyes általános rakományok kirakodásáért, tárolásáért és szállításáért felel. Az ügyfelek igényeinek kielégítése érdekében a Dagang Branch ércszűrő és zúzóberendezésekkel is rendelkezik. A szitanyílás a különböző ügyfelek igényei szerint állítható, a gyártás és feldolgozás pedig rögös ércet és finom ércet képezhet, éves kapacitása 800 000 – 1 millió tonna. A Dagang Branch három általános teherszállító vonalhajózást is indított ebből a kikötőből a Közel-Keletre, Thaiföldre és Dél-Koreába. A Dacheng fióktelep 2015-ben készült el.

## Híres emberek
A városhoz kötődő nevezetes személyek közül néhány:
- Ku Kaj-cse (Gu Kaizhi) (a 4. század második feléből), festő.
- Ni Can (Ni Zan) (1301–1374), festő
- Li Seng (Li Sheng) (772–846), költő.
- Ku Hszian-cseng (Gu Xiancheng) (1550–1612), tudós és politikus, különösen ismert a „Tung Lin (Dong Lin)-mozgalom” kapcsán.
- Hszü Hszia-ko (Xu Xiake) (1587–1641), a Ming-dinasztia utazója és írója.
- Hua Hengfang (1833–1902),  A késői Csing (Qing) Dinasztia matematikusa aki részt vett az első kínai gőzhajó tervezésében.
- Hszüe Fu-cseng (Xue Fucheng) (1838－1894), diplomata.
- Aping (Abing) (1893–1950) folkzenész, legismertebb műve a „Er Csüan Jing Jüe (Er Quan Ying Yue)” (A Hold fénye az Er folyón).
- Hszü Pej-hung (Xu Beihong) (1895–1953), festő.
- Csien Csung-su (Qian Zhongshu) (1910–1998), író. Legismertebb műve a  Fortress Besieged.
- Ting Csün-huj (Ding Junhui) (1987–), snookerjátékos.
- Csou Jung-kang (Zhou Yongkang) (1942–), kommunista politikai vezető.

## Éghajlat
Wuhszi (Wuxi)ra a szubtrópusi monszun éghajlat jellemző. A telek (decembertől februárig) hűvösek és szárazak, néha fagy is tapasztalható, a nyarak (július és augusztus hónapok) forrók és csapadékosak. A tavasz és az ősz mérsékelt hőmérsékletű.

## Látnivalók
Vuhszi (Wuxi) festői turisztikai város. A városnál terül el a Taj-tó (Tai-tó). A várostól nyugatra van a kis Hszi (Xi)-hegy, amelyből az ókorban ónt bányásztak. Mögötte emelkedik a Huj (Hui)-hegy, az itteni agyagból készülnek már négy évszázada a jellegzetes helyi színes agyagszobrocskák. A két hegyen terül el a 45 hektáros Hszihuj (Xihui) park. A város híres, ősi kínai kertjei a szomszédos Szucsou (Suzhou) városéhoz hasonló hírűek. A Taj-tó (ai-tó) (Nagy-tó) partján és egyben a két hegy lábánál harmincnégy kertről számolt be Csou Mi (Zhou Mi) (1232–1308) történész. A két leghíresebb közülük, az Északi és a Déli kert egyaránt Sen Tö-ho (Shen Dehe) császári főminiszter tulajdonában volt.

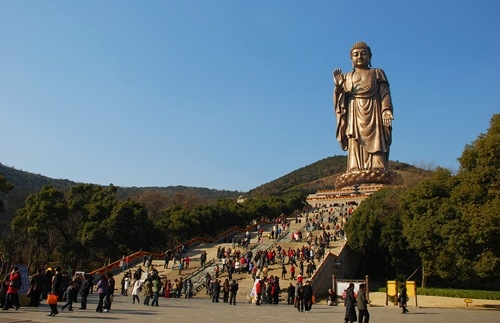
Ling San (Ling Shan) buddha, Vuhszi (Wuxi)
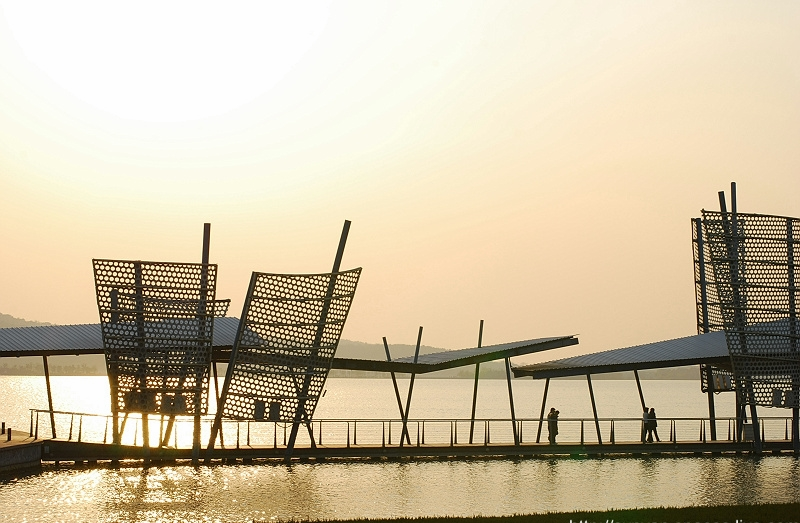
A Lihu tó fénye, Vuhszi (Wuxi)
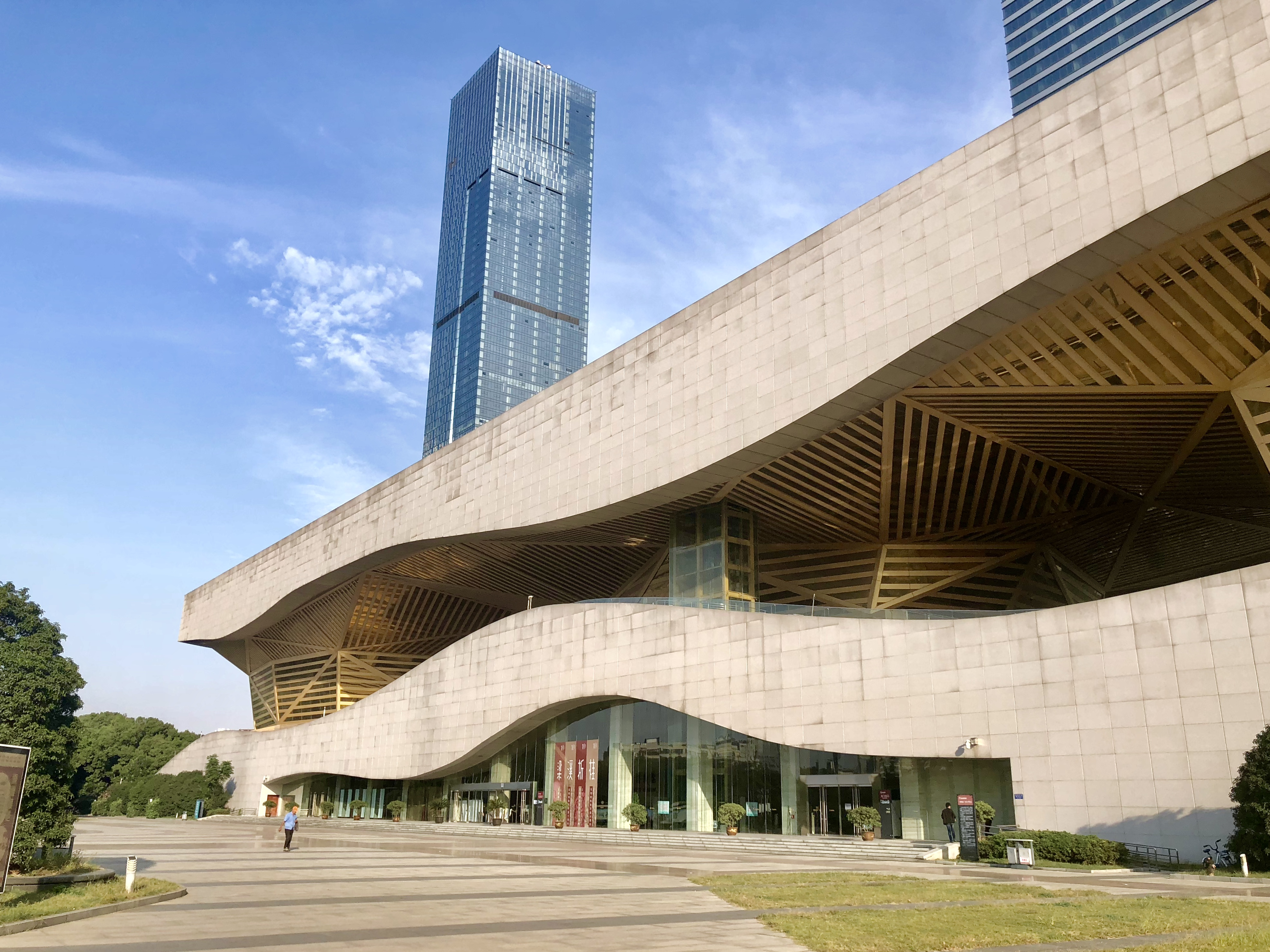
Wuxi Múzeum
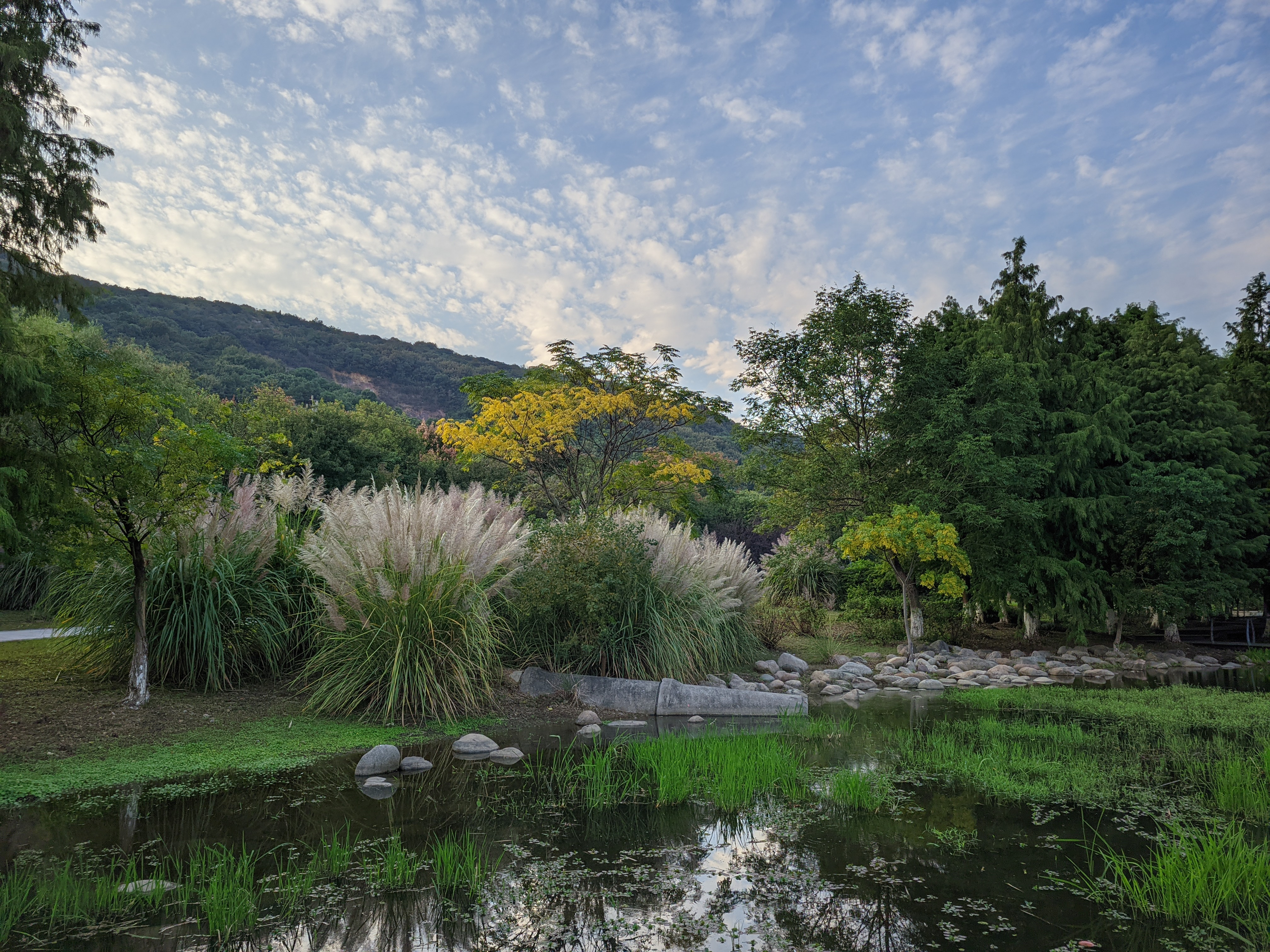
Wetland Park
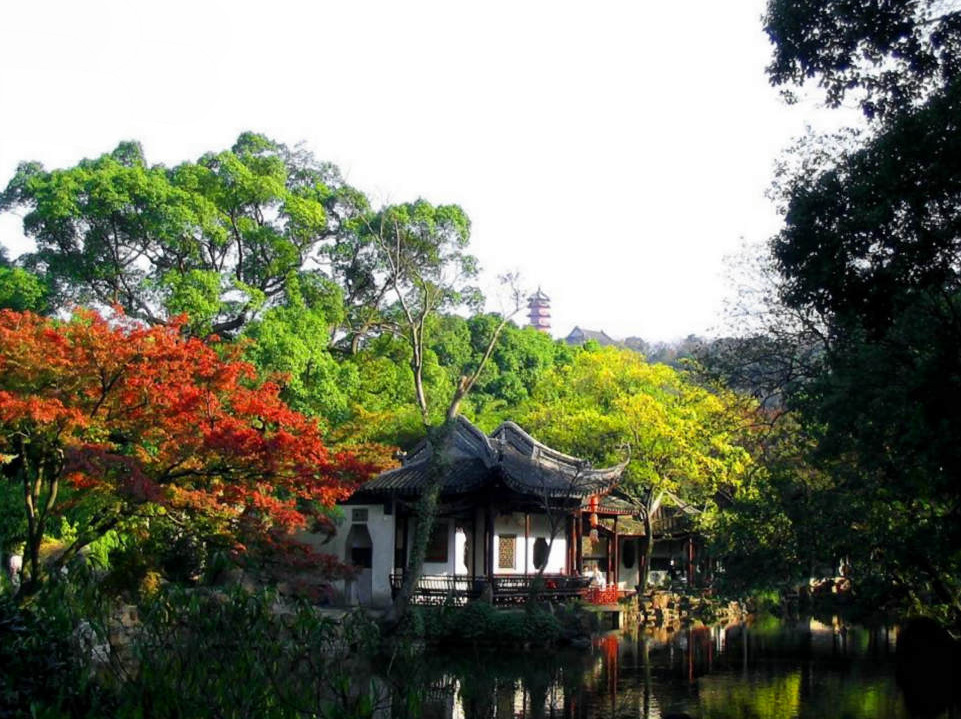
Chi Chang királyi kert

## Külföldi kapcsolatok
Vuhszi (Wuxi) több tucatnyi testvérvárossal tart kapcsolatot világszerte. Közülük néhány, a kapcsolat létrehozásának dátumával:
- Cascais, Portugália (1993. szeptember 14.)
- Akasi, Japán (1981. augusztus 29.)
- Chattanooga, Tennessee U.S. (1982. október 12.)
- Szagamihara, Japán (1985. augusztus 6.)
- Hamilton, Új-Zéland (1986. július 5.)
- Scarborough, Ontario Kanada (1996. április 10.)
- Davis, Kalifornia (2003. október)
- Alameda, Kalifornia USA (2004)
- Bocholt, Németország
- Gimhae, Dél-Korea (2005. december 14.)
- Daejeon, Dél-Korea (2006. augusztus 27.)
- Ballerup, Egedal és Frederikssund, Dánia (2007)
- Zielona Góra, Lengyelország 2008
- Tiberias, Izrael 2008
- Szarvas, Magyarország 2009
- Fez, Marokkó 2010